# Dana Bergstrom
Dana Michelle Bergstrom (Sídney, 1962) es una investigadora australiana de la División Antártica Australiana, notable por su trabajo en la identificación y mitigación de riesgos contra los ecosistemas antárticos y subantárticos.

## Carrera
Bergstrom es una investigadora científica principal de la División Antártica Australiana, donde coordina la investigación terrestre y cercana a la costa. Su investigación se centra en la identificación de riesgos para los ecosistemas antárticos y subantárticos y en la búsqueda de soluciones para mitigar dichos riesgos. Durante el Año Polar Internacional dirigió el programa "Alienígenas en la Antártida". El proyecto de Extranjeros en la Antártida produjo importantes cambios en la forma en que la mayoría de los programas nacionales y operadores turísticos manejan la bioseguridad en la Antártida, particularmente en lo que respecta al transporte de semillas al continente.
Bergstrom ha publicado obras sobre la ciencia antártica y es muy reconocida por su trabajo altamente influyente en el campo de las especies invasoras, para cuantificar los efectos de la erradicación de los gatos en la isla Macquarie. Fue la delegada de Australia en el Comité Científico de Investigación Antártica de 2011-2015. También fue la presidenta del Comité Nacional de Investigación Antártica en la Academia Australiana de Ciencias (2011-2014), donde fue clave para fomentar el compromiso con varias organizaciones antárticas nacionales e internacionales. Bergstrom es activa en la provisión de mentores y capacitación para investigadores que se encuentran en las primeras etapas de su carrera.
Bergstrom es activa en la divulgación pública de la ciencia antártica, donde promueve la importancia mundial de los ecosistemas antárticos y la investigación en la Antártida. Ha sido entrevistada numerosas veces para publicaciones escritas, televisión y radio. Bergstrom fundó la 'Pure Antarctic Foundation', una organización sin ánimo de lucro con el objetivo general de llevar la Antártida al mundo a través de una inmersiva experiencia cultural y científica. Ella defendió los esfuerzos para instalar pantallas subantárticas en los jardines botánicos Royal Hobart y en los Jardines Botánicos Nacionales de Australia para que el público pueda experimentar la flora única de las islas subantárticas remotas.